# Église Saint-Brice de Saint-Bris-des-Bois
L'église Saint-Brice est une église située à Saint-Bris-des-Bois, dans le département français de la Charente-Maritime en région Nouvelle-Aquitaine.

## Historique
L'église est inscrite au titre des monuments historiques par arrêté du 25 juillet 1973.

## Galerie

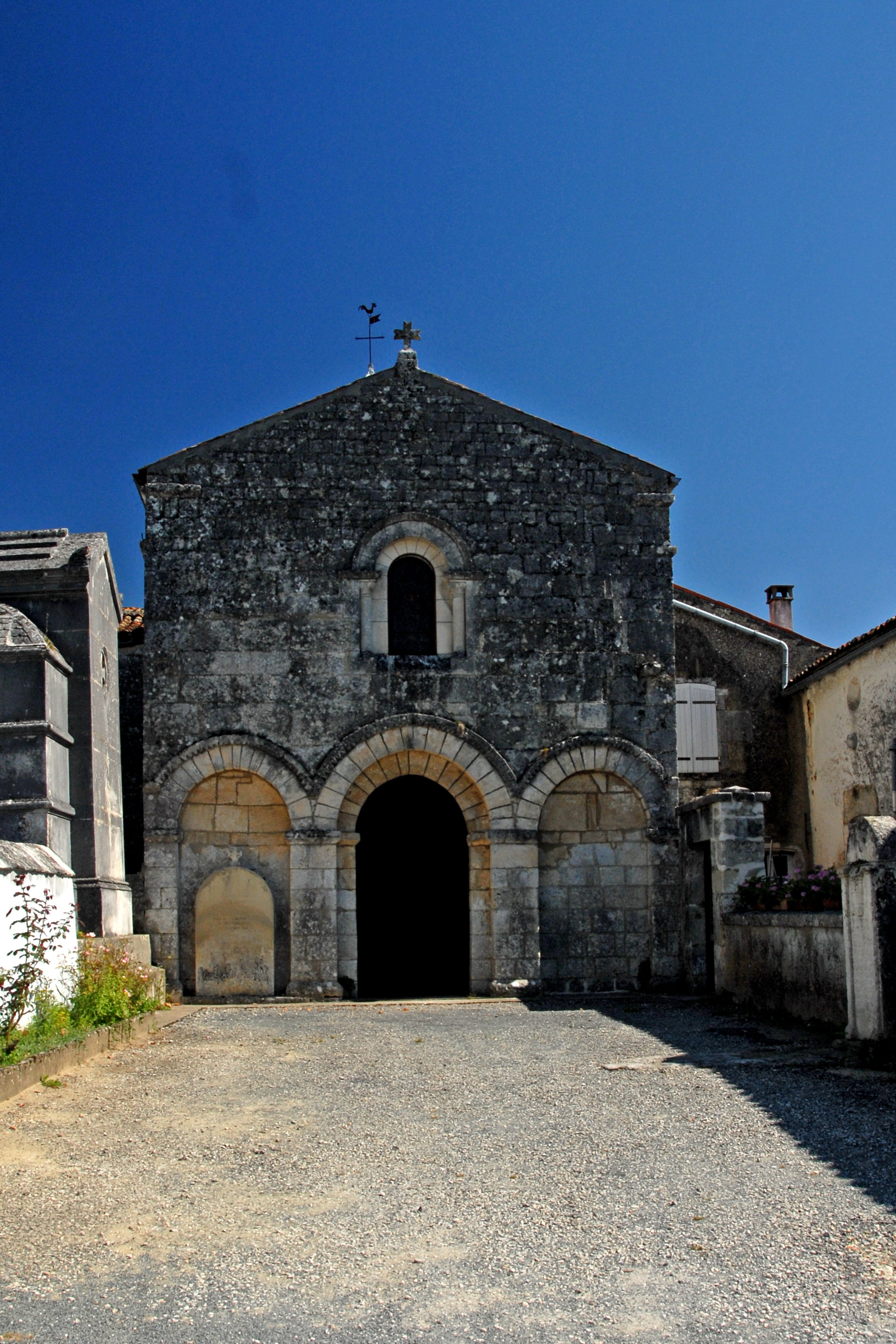
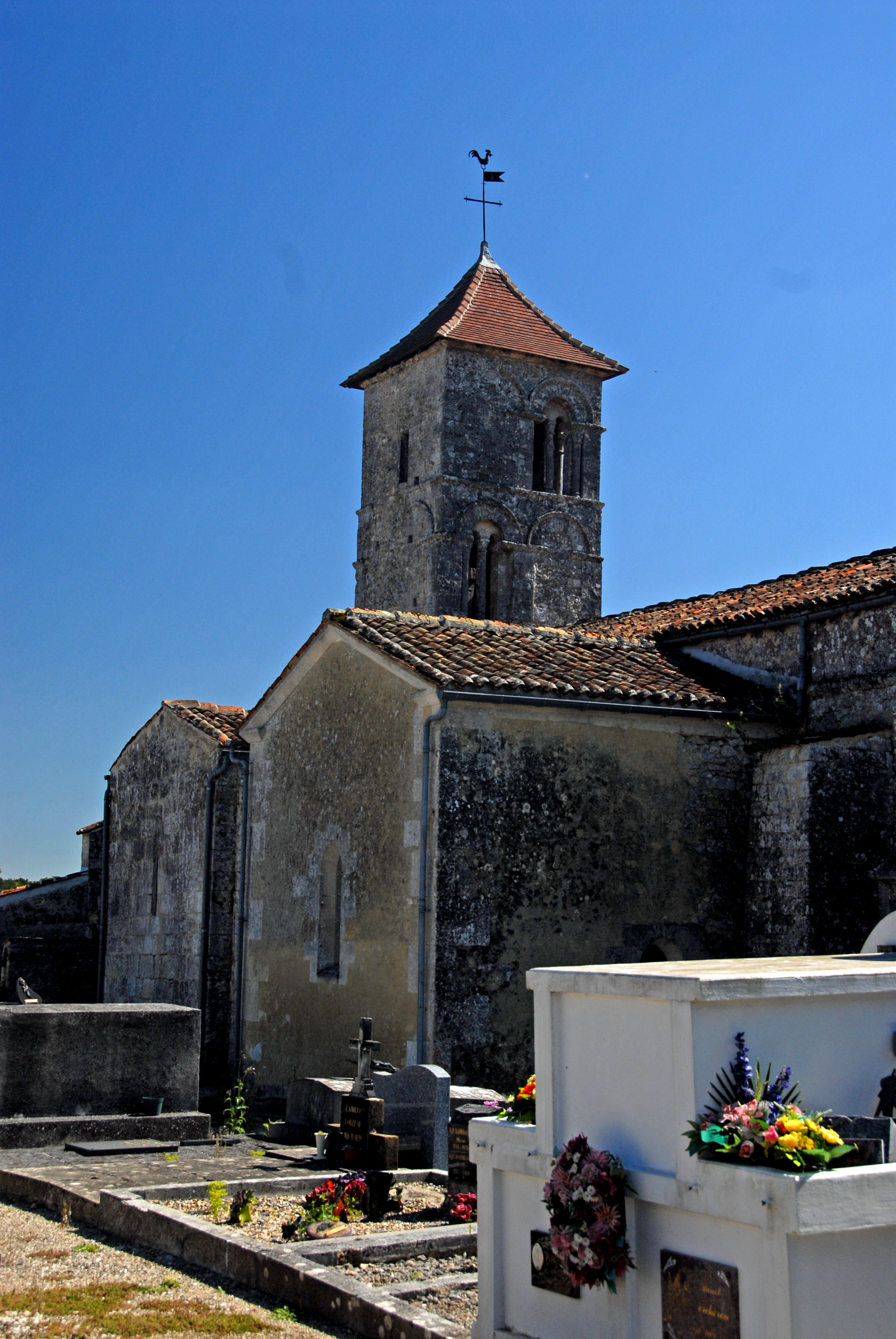
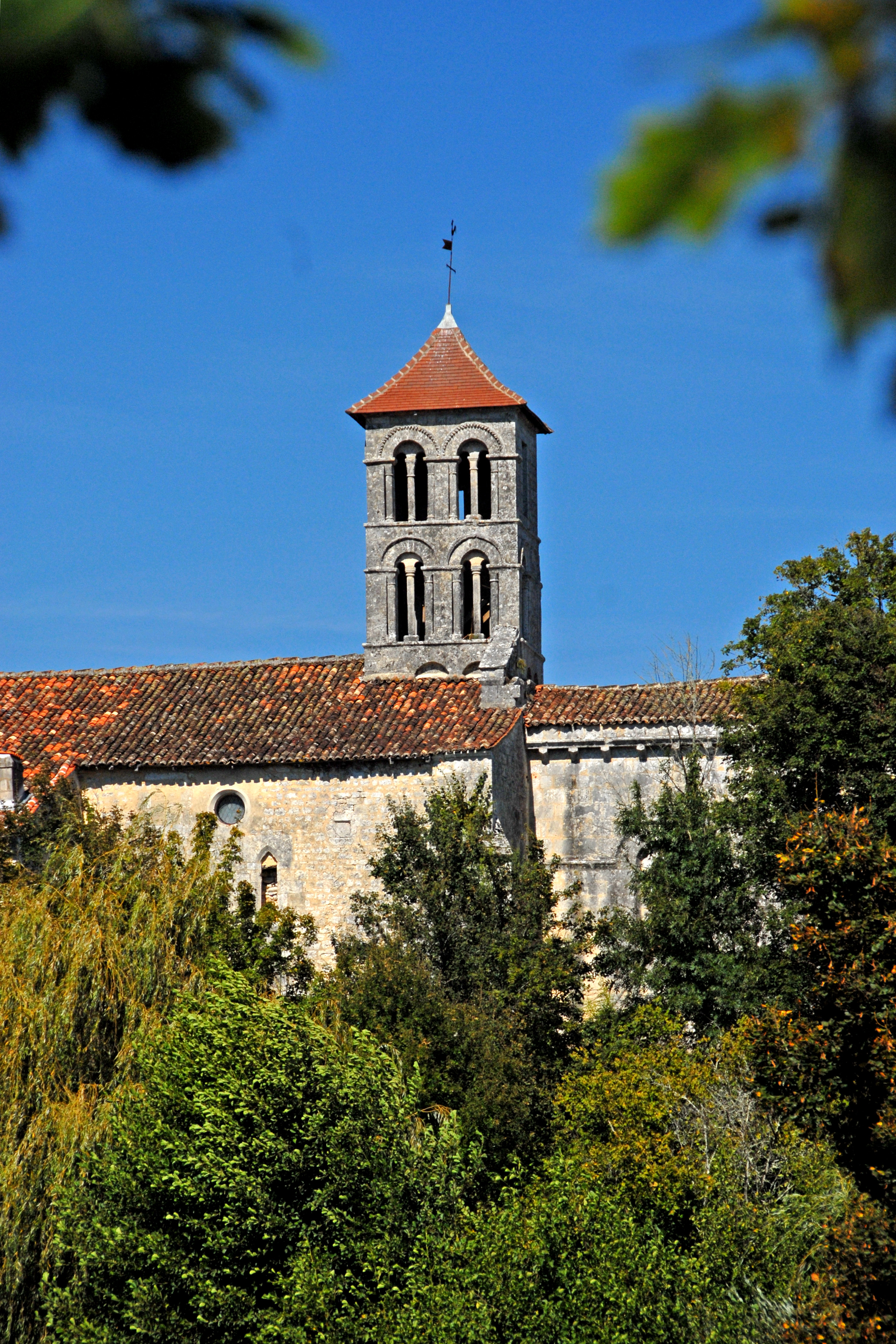
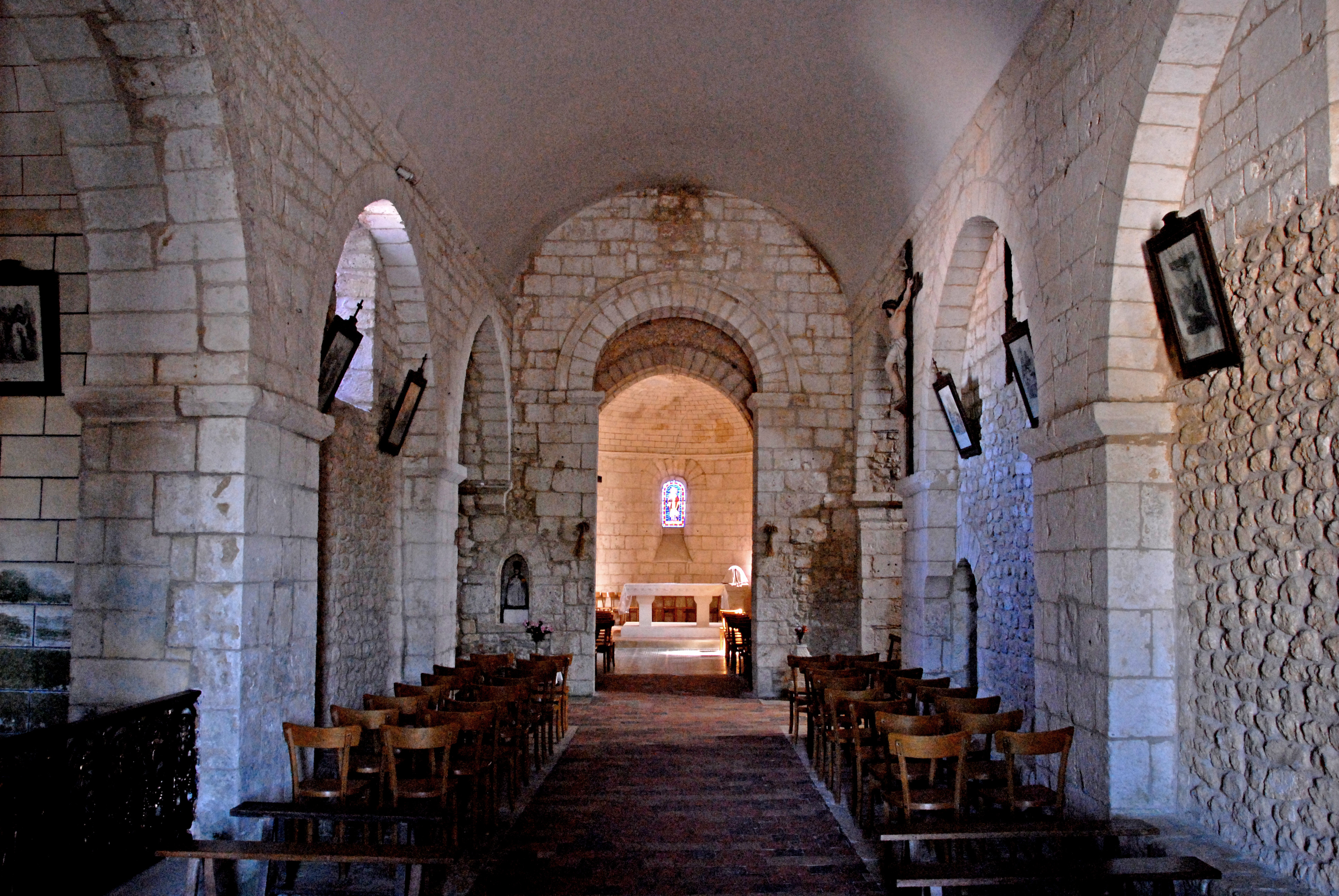
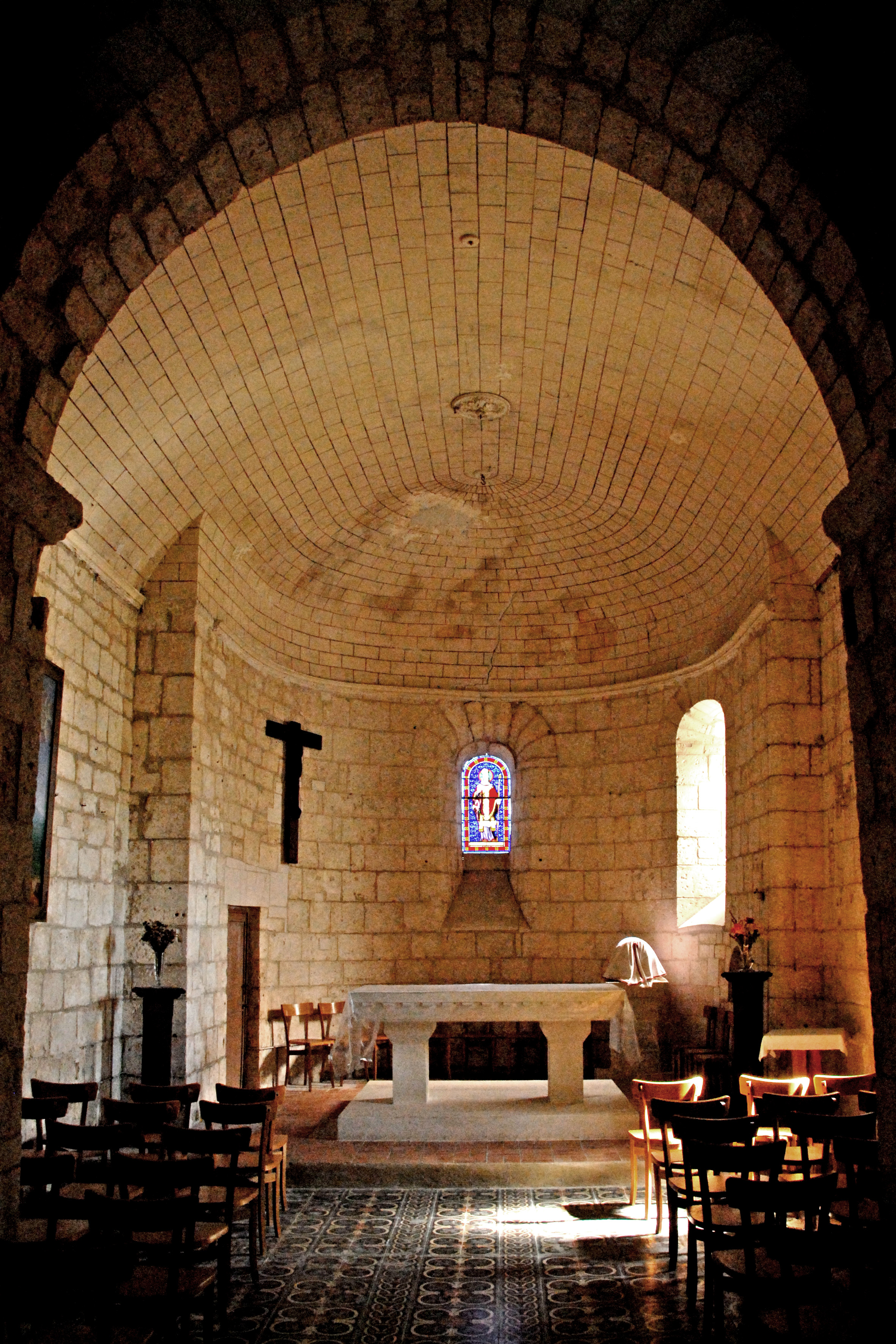
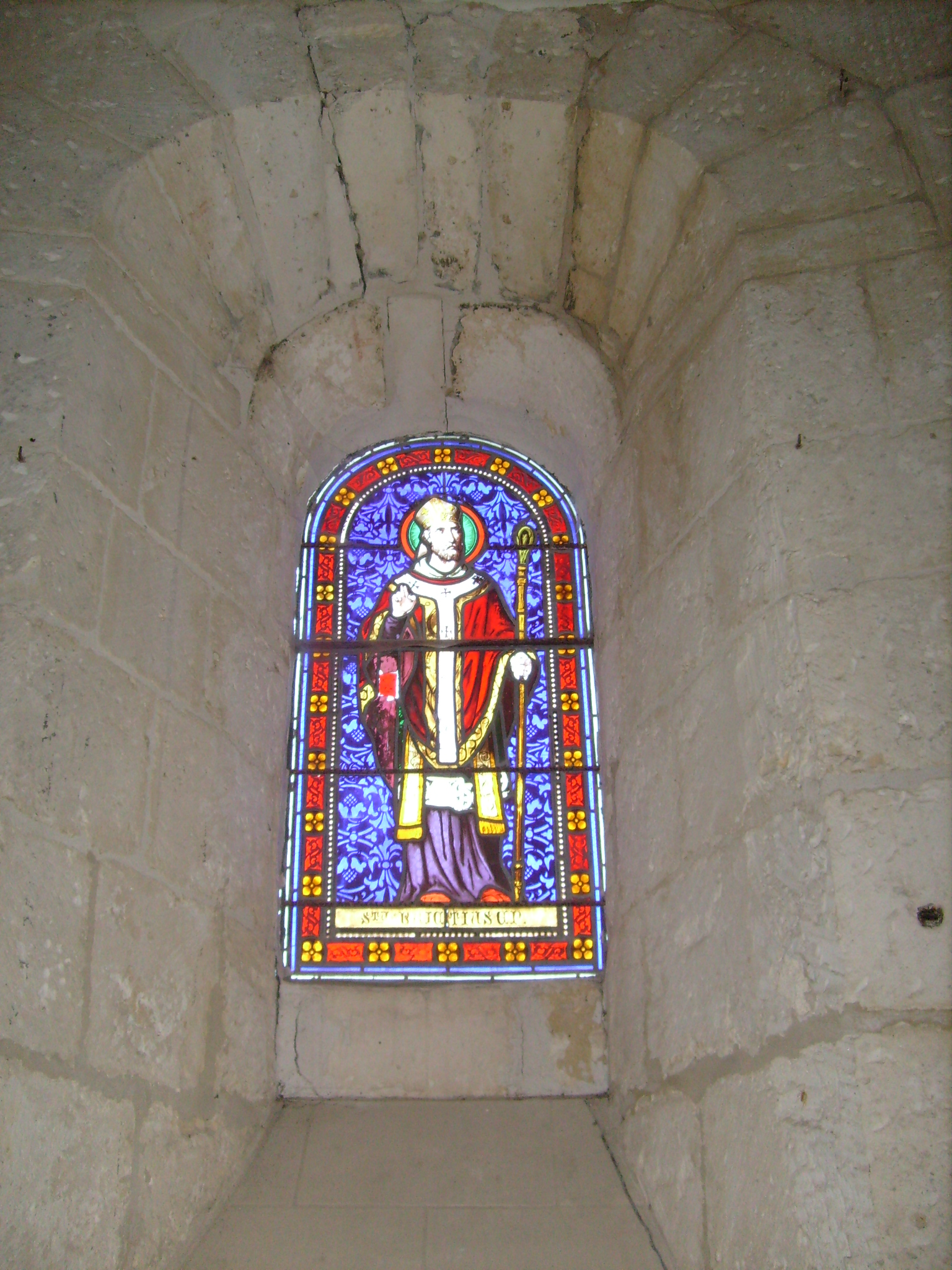
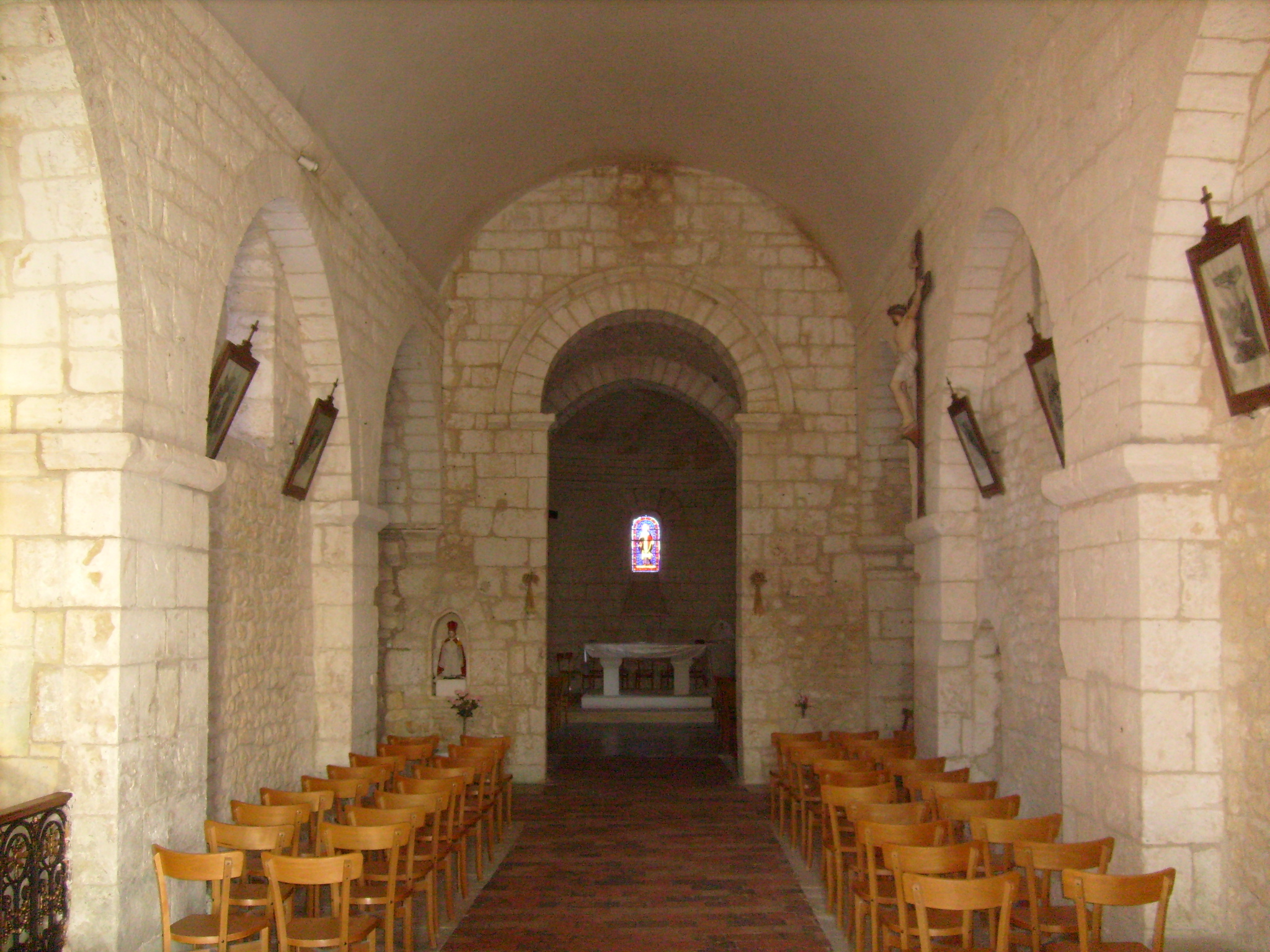